# Théophile Ferré
Théophile Ferré (París, 6 de maig de 1846 - Versalles, 28 de novembre de 1871) fou un periodista i activista polític blanquista, afusellat a Satory per la seva participació en la Comuna de París.
Empleat d'un advocat, va ser condemnat quatre vegades durant el Segon Imperi per les seves opinions polítiques. Implicat en el judici dels blanquistes el juliol-agost del 1870, va ser absolt per falta de proves, però va ser expulsat de la cort de Blois per insultar el Tribunal Superior.
Després de la proclamació de la República el 4 de setembre del 1870, va col·laborar al diari La Patrie en danger d'Auguste Blanqui. Membre del 152 batalló de la Guàrdia Nacional (Montmartre), va ser delegat del Comitè Central Republicà dels vint districtes, així com a membre del comitè de vigilància de Montmartre, al costat de Louise Michel, Paule Minck, etc. Dirigeix la defensa dels canons de la Guàrdia Nacional, que serveix com a pretext per al sollevament del 18 de març del 1871 i proposa marxar immediatament a Versalles, on hi ha l'Assemblea Nacional i el govern d'Adolphe Thiers.

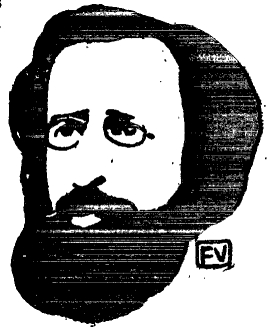
Théophile Ferré
(retrat per Félix Vallotton,
aparegut a La Revue blanche el 1897)

El 26 de març, va ser elegit al Consell de la Comuna pel districte VIII. Forma part del consell de Seguretat General, del qual va dimitir el 24 d'abril, però va ser immediatament reelegit. L'1 de maig va ser nomenat procurador de la Comuna i el 13 de maig delegat de la Seguretat General. Vota a favor de la creació del Comitè de Salvació Pública. El 24 de maig, va donar el seu consentiment per a l'execució d'ostatges, entre ells l'arquebisbe de París, Georges Darboy. En el seu judici per haver participat en la Comuna, també se li vol fer assumir la responsabilitat de l'ordre d'incendiar el Ministeri d'Hisenda, la qual cosa es prova inexacta. Durant el judici, Ferré es nega a defensar-se. No obstant això, aclaparat per calúmnies, va escriure una carta en què es defensa, però el tribunal no li permeté llegir-la. Va ser condemnat a mort el 2 de setembre del 1871 i executat, juntament amb Louis Rossel i el sergent Pierre Bourgeois al campament Satory a Versalles el 28 de novembre.
La seva tomba està al cementiri de Levallois-Perret, prop de la de Louise Michel.